# Guess Who
Laurențiu Mocanu (n. 2 iunie 1986, București), cunoscut sub numele de Guess Who, este un cântăreț de muzică hip-hop român. În iulie 2010, Guess Who a câștigat premiul de „Cel mai bun artist hip-hop” la Romanian Music Awards.

## Biografie
În 1999, el a fondat împreună cu Zekko formația Anonim, care a colaborat cu Spike și Paraziții. Mai târziu s-a alăturat și Griffo. Trupa a avut succes cu hituri precum „Extrema zilei” și „Înghețata”, piese de pe albumul de debut Hai să vorbim. Aceasta s-a destrămat în 2006, iar Laurențiu s-a concentrat pe cariera solo. La sfârșitul anului scoate cu Ombladon videoclipul „Noapte bună, București”, iar în 2007 fondează casa de producție Okapi Sound împreună cu mai mulți artiști.
Și-a lansat albumul de debut, intitulat Probe Audio, în 2009. De pe acest album au fost promovate „Tu” (cu Spike), „Gen” (cu euGen) și „Locul Potrivit”. Cea din urmă ajunge pe locuri fruntașe în majoritatea clasamentelor muzicale ale posturilor radio și de televiziune din România, fiind cea mai difuzată piesă a anului 2010. În anul următor, Guess Who pleacă cu Spike în TU-r, un turneu național desfășurat în 22 de orașe. În luna februarie apare pe single-ul „Azi NU” al lui Grasu XXL. Videoclipul a fost lansat la sfârșitul lunii mai. În luna septembrie pleacă tot cu Spike în reTu-r, al doilea turneu național, și lansează videoclipul pentru melodia „Unu Altu”, iar în noiembrie pe cel pentru „Manifest”, o piesă care a avut parte de succes la public.
Al doilea album din cariera sa, Tot Mai Sus, a apărut pe 20 septembrie 2011. Conține două piese noi care au fost turnate într-un singur videoclip: „Oriunde te duci” și „Știu deja”, și o melodie în colaborare cu Marius Moga numită „Tot Mai Sus”. Cele trei materiale au devenit hituri pe YouTube în doar câteva luni de la lansare. Pe 5 septembrie 2011 este lansată piesa „LaLa Song”, în colaborare cu Grasu XXL. Videoclipul melodiei a fost lansat pe 3 octombrie 2011 la MTV, iar mai târziu a fost urcat și online, pe YouTube. Pe 4 iunie 2012 se dă drumul la piesa „Lumea mea” interpretată de Guess Who și Spike, iar la ora 22:00 din ziua de marți - 31 iulie se lansează și videoclipul regizat de cel din urmă. Muzica sa este o combinație de versuri hilare și altele cu un puternic mesaj social.
Pe lângă muzică, Laurențiu este interesat și de sport: „Mie mi-a plăcut când eram mic, am jucat și fotbal”. El joacă foarte bine și baschet, și a arătat acest lucru la sfârșitul lunii august a anului 2011 la PRO FM, după ce CRBL l-a provocat la o competiție de baschet.

### Copilăria și Anonim
Laurențiu s-a născut în București, pe data de 2 iunie 1986 și este mezin în familie, având o soră mai mare pe nume Andreea. A urmat cursurile liceelor I.L. Caragiale (de la care a fost exmatriculat) și Petru Rareș, din cartierul unde a copilărit. Laur a început cursurile universitare la doua facultăți: Marketing și Relații Internaționale.
În primul an de școală l-a cunoscut pe Zekko (pe numele său real Dragoș Lungeanu). Cei doi au devenit buni prieteni și au fondat formația Anonim promovată de 20 CM Records, pentru ca în 1999 să înceapă înregistrările primelor lor piese. Prima sa reprezentație a avut loc în 2001 și de atunci colaborările au curs, din ce în ce mai multe, de la an la an. A colaborat cu Paraziții, Bitză, Grasu XXL sau Maximilian, piesele sale regăsindu-se pe 12 dintre albumele acestora. Laur și Zekko ajung să colaboreze cu cei de la Paraziții, care le-au observat potențialul și erau interesați să promoveze artiști noi. Anonim are parte în 2002 de prima apariție oficială: pe albumul Paraziții Irefutabil, cu piesa „Acțiunea Instrumentalul”. Griffo se alătură pentru scurt timp celor doi membrii, plecând după lansarea piesei „Dacă Vrei” (2003, pe compilația Sabotaj). În februarie 2005 Anonim își lansează prin Roton, Rebel și 20CM Records primul album de studio, Hai să vorbim, distribuit prin Sincron. Lansarea albumului a întârziat din motive de ordin juridic; persoanele minore nu au voie să interpreteze cântece cu limbaj explicit. Albumul nu are prea mulți invitați, pe cele 15 piese își fac apariția FreakaDaDisk, Cheloo, trupa Paraziții la complet, DJ Undoo și Spike. Single-urile promovate, „Extrema zilei” (cu Paraziții) și „Înghețata”, au beneficiat și de 3 videoclipuri („Înghețata” a avut două versiuni). În 2006 Guess Who a cântat în deschiderea concertului 50 Cent.

Anonim a luat după aceea o pauză pe o perioadă nedeterminată: Guess Who, Zekko și Griffo sunt în continuare prieteni buni, însă se concentrează în prezent pe proiectele personale. Printre planificările pentru ultimul eveniment din turneul național TU-r care a avut loc pe 24 aprilie (detalii la secțiunea „Începutul carierei solo și Locul Potrivit/Probe Audio”) s-a numărat și o reuniune a trupei Anonim (Mocanu și Zekko) cu ocazia a 5 ani de la lansarea albumului Hai să vorbim. „Te-ai gândit la o reuniune Anonim? În ultima vreme ai fost însoțit pe scenă de Griffo” (este o întrebare pusă lui Guess Who într-un interviu). Răspunsul lui este: 
„E foarte greu să pornești spiritul de cântat într-un om care nu mai vrea să mai cânte... Dragoș [Dragoș Lungeanu - numele real al lui Zekko] momentan lucrează, are de gând să facă un album solo, mi-a arătat ceva foarte mișto.”

### Locul Potrivit/Probe Audio
Probe Audio înseamnă trei ani de probe de studio/ texte/ instrumentale/ certuri/ concerte/ reușite/ piedici. Am lângă mine o echipă de oameni talentați: Agresiv și Grasu XXL, cu care m-am sfătuit, am conceput, am lucrat, am terminat. Probe Audio este albumul de debut, startul, interviul, examenul meu pentru... ce va urma!  
| Dată         | Locație                         |
| ------------ | ------------------------------- |
| 11 februarie | București - Jet Set Events Hall |
| 12 februarie | Constanța - Club Wish           |
| 13 februarie | Brăila - Green Club             |
| 18 februarie | Roman - Club Save               |
| 19 februarie | Botoșani - City Central         |
| 20 februarie | Suceava - Club Babylon          |
| 25 februarie | Craiova - Soho the Club         |
| 26 februarie | Pitești - Club Zion             |
| 27 februarie | Rovinari - Club XS              |
| 4 martie     | Cluj Napoca - Club Ring         |
| 5 martie     | Sibiu - Club Kapital            |
| 6 martie     | Alba Iulia - E-Sensy Club       |
| 11 martie    | Baia Mare - Gold Time           |
| 12 martie    | Oradea - No Problem             |
| 13 martie    | Satu Mare - Club Insomnia       |
| 18 martie    | Brașov - No Problem             |
| 19 martie    | Bacău - Club Zebra              |
| 20 martie    | Focșani - Club Apollo           |
| 24 martie    | Arad - Club Space               |
| 25 martie    | Timișoara - Youtopia            |
| 26 martie    | Hunedoara - Club Mojo           |
| 27 martie    | Târgu Mureș - Club Apollo       |

Ombladon scoate la sfârșitul lui 2006 videoclipul „Noapte bună, București” în colaborare cu Laurențiu, aceasta fiind ultima colaborare pe care artistul o are cu 20 CM Records/Roton (single-ul promova cel de-al doilea album Ombladon, Cel mai prost din curtea școlii). În 2007 fondează casa de producție Okapi Sound împreună cu mai mulți prieteni artiști și începe să lucreze la viitorul său album. În primăvara anului 2009 lansează împreună cu Spike videoclipul piesei „Tu”, piesă care va fi inclusă mai târziu pe albumele lor.
Pe 29 mai 2009 susține un concert la Hala de Muzică cu ocazia lansării albumului său de debut, Probe Audio. La lansare sunt prezenți artiști precum Grasu XXL, Spike, Maximilian, Griffo, Lucia Dumitrescu, Agresiv și DJ Oldskull. Albumul conținea colaborări cu Griffo, FDD (FreakaDaDisk), Spike, Tiberiu Popovici (Eugen), Grasu XXL, Mitză (Agresiv) și Lucia Dumitrescu și putea fi cumpărat de pe site-ul oficial al interpretului. Printre piesele promovate de pe el se numără „Tu” și „Gen”. În august a filmat al doilea videoclip al său, pentru piesa „Gen”. Videoclipul a fost filmat la studiourile MediaPro.
În septembrie 2009 începe colaborarea cu agenția de management și impresariere Music Expert Company. La sfârșitul lunii lansează un nou single, „Locul Potrivit”, la matinalul postului radio Kiss FM. Este vorba de o reeditare a piesei „Noi în anul 2000”, slagar semnat Horia Moculescu. În noiembrie filmează videoclipul piesei „Locul Potrivit” la Buftea, în regia lui Marian Crișan. Melodia a fost în 2010 cea mai difuzată piesă în limba română pe posturile radio / TV din România, conform companiei de monitorizare Media Forest.
Pe 8 decembrie 2009 relansează împreună cu GSP (Gazeta Sporturilor) și casa de discuri Cat Music albumul Probe Audio: acesta a fost redenumit Locul Potrivit/Probe Audio și conținea în plus single-ul și videoclipul „Locul Potrivit”, un remix Agresiv al piesei „Gen” și două piese noi („Visează” în colaborare cu Camuflaj și „07.03.2006”). Concomitent a fost lansat și albumul nou al lui Spike – Rămânem Prieteni, amândouă fiind distribuite prin intermediul GSP-ului în 60.000 de exemplare.
În februarie 2010 pornește împreună cu Spike în TU-r, un turneu național desfășurat în 22 de orașe (21 fără orașul în care a avut loc concertul inaugural), la care s-au strâns peste 16.000 de fani. Concertul inaugural a avut loc pe 11 februarie în Jet Set Events Hall (București) și a constat de fapt în lansarea albumului lui Spike, Rămânem Prieteni; cei doi au plecat în alte 21 de orașe, iar turneul s-a încheiat pe 24 aprilie în locul unde s-a ținut primul eveniment. La ultimul concert a fost lansată o piesă numită „PI2DE”. Tot în februarie a fost lansat single-ul „Azi NU” de Grasu XXL cu Guess Who, inclus pe albumul Grasu XXL, Oameni. Acesta beneficiază și de un videoclip regizat de Marian Crișan, lansat la sfârșitul lunii mai a anului 2010. Guess Who a câștigat în 2010 categoria Best Hip-Hop la Romanian Music Awards (eveniment ținut în centrul orașului Craiova pe 10 iulie; organizat de Music Channel și Radio 21) cu melodia „Locul Potrivit” (a câștigat alături de Spike) și a fost nominalizat la Best Web (pentru detalii vedeți secțiunea „Premii și nominalizări).
În septembrie 2010 a început împreună cu Spike al doilea turneu național, numit reTU-r. Acesta a fost ultimul turneu în formula Guess Who și Spike, urmând ca la terminarea acestuia, în concerte, cei doi artiști să-și întâlnească separat fanii. În aceeași lună a lansat videoclipul piesei „Unu Altu” - o piesă mai veche care a fost refacută și relansată special pentru publicul din mainstream (radio/TV). Clipul a fost filmat la Buftea la începutul lunii august, fiind regizat de Spike. În noiembrie 2010 a lansat încă un videoclip: „Manifest”, o piesă nouă realizată special pentru fani, pentru mediul online (internet). Videoclipul acesteia s-a filmat în august 2010. În câteva luni de la lansare, videoclipul a strâns pe YouTube peste 6 milioane de vizualizări și a ajuns să fie cea mai difuzată piesă din România pe radio/TV, conform Media Forest. Ulterior, el a declarat într-un interviu:
„«Manifest» a fost conceput doar pentru internet. Intenția n-a fost niciodată să ajungă pe radio sau TV, pentru asta am lansat videoclipul la «Unu Altu». Roata s-a întors, «Manifest» a depășit 6 milioane de views [vizualizări] pe YouTube și este nr 1 la difuzări pe posturile radio/TV.”

### Tot Mai Sus

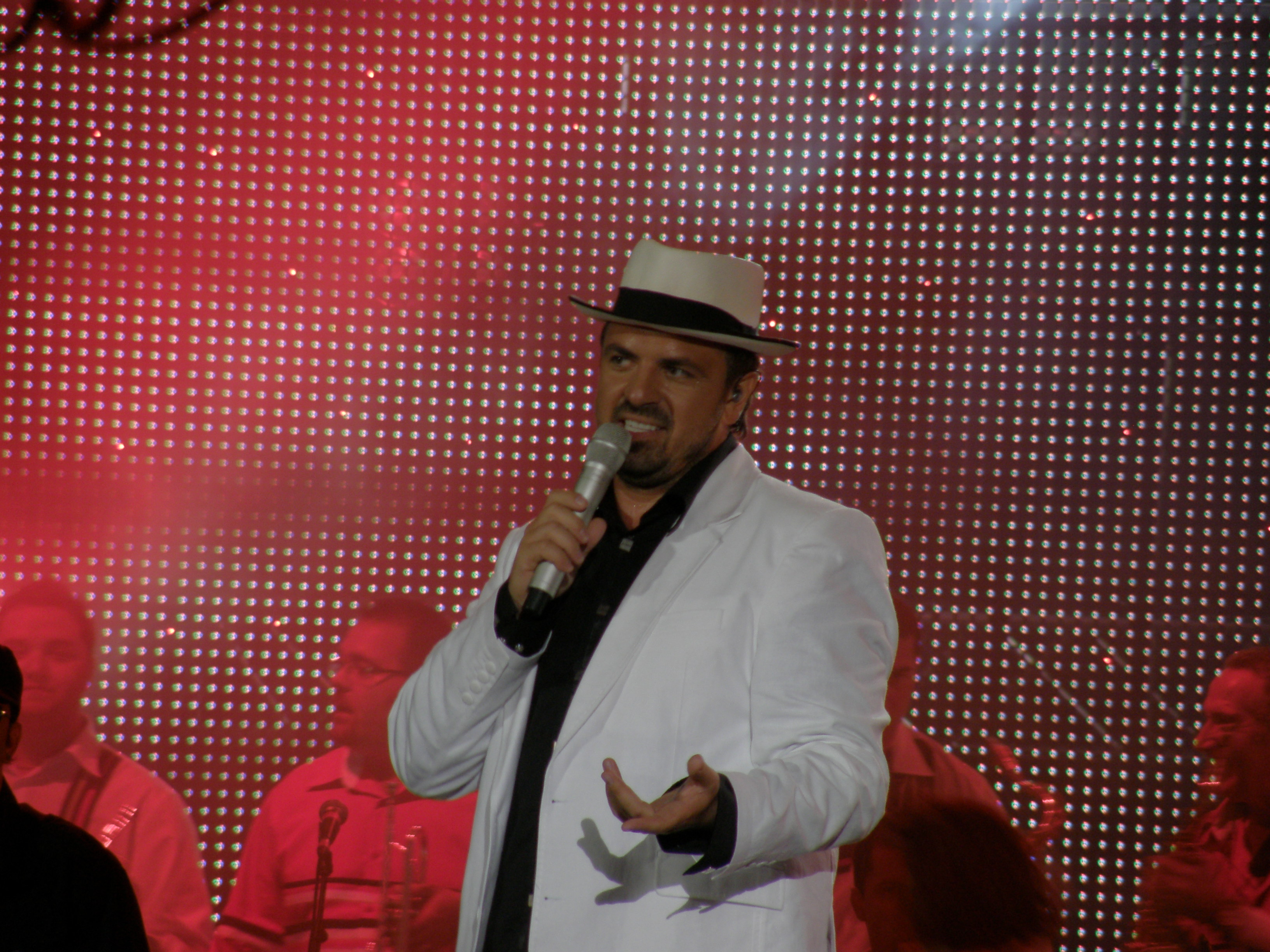
Una dintre piesele albumului Tot Mai Sus se numește „Diamantele se sparg” și este o colaborare cu Horia Brenciu și Grasu XXL. Relația celor trei s-a consolidat după ce Horia l-a cunoscut pe Guess Who într-o benzinărie, iar pe Grasu XXL pe Facebook.

Guess Who a anunțat că speră ca cel de-al doilea album din cariera să fie lansat în prima jumătate a anului 2011, deși acesta a fost lansat abia pe 20 septembrie 2011. La începutul lunii mai 2011 a spus pe pagina sa de Facebook că „luna mai va fi plină de surprize...” Tot în mai 2011 s-a lansat online un dublu videoclip Guess Who, la două piese noi care au fost incluse pe noul său album: „Oriunde te duci” și „Știu deja”. Acestea au fost compuse de Guess Who împreună cu Grasu XXL și Agresiv și sunt primele trackuri de pe al doilea album. Videoclipurile au fost realizate special pentru mediul online, fiind regizate de Iulian Moga și filmate la sfârșitul lunii aprilie într-o vilă din centrul Bucureștiului. Cu ocazia apariției noilor materiale video, Guess Who a anunțat și lansarea unui single pentru canalele mainstream (radio/TV), intitulat „Tot Mai sus” (cu Marius Moga). Acesta a fost lansat în luna mai și poartă numele celui de-al doilea album din cariera sa, care a fost lansat de casa de discuri Music Expert Company împreună cu GSP (Gazeta Sporturilor). Albumul conține colaborări cu Spike, Doc, Grasu XXL, Agresiv, Horia Brenciu, Moga și Dax.
Videoclipul single-ului „Tot Mai Sus” a fost filmat în ultimul weekend al lunii mai, în regia lui Iulian Moga, și a avut premiera pe 14 iunie pe MTV și simultan pe canalul Okapi Sound de pe YouTube. La sfârșitul lunii iunie, în mai puțin de 2 luni de la lansare, noile materiale Guess Who („Oriunde te duci” și „Știu deja”, precum și „Tot Mai Sus”) au strâns pe contul oficial Okapi Sound de pe YouTube peste 5 milioane de vizualizări. În 2011, Guess Who este nominalizat la categoria Best Male și este declarat câștigător al premiului Best Hip Hop de la Romanian Music Awards (evenimentul a avut loc pe 16 septembrie la Brașov, el fiind organizat de Music Channel și Radio 21) cu melodia „Manifest”(pentru detalii vedeți secțiunea „Premii și nominalizări”).
Grasu XXL a lansat pe 5 septembrie 2011 (în ziua de Luni) noul său single, „LaLa Song”, în colaborare cu Guess Who. „LaLa Song” a avut premiera pe Pro FM și pe canalul de YouTube al casei de producție Okapi Sound. Într-o lună de la lansare, piesa a devenit deja un hit, strângând proape 1.500.000 de vizualizări pe YouTube. Videoclipul melodiei a fost lansat pe 3 octombrie 2011 la MTV, iar mai târziu a fost urcat și online, pe youtube.com/okapisoundofficial. Videoclipul a fost realizat de Spike și echipa sa (Evil Twin Studio) în primăvară, într-un club din București, unde s-au adunat peste o sută de fani pentru a participa la filmări. Piesa va fi inclusă pe viitorul album al lui Grasu XXL, Unu.
Guess Who este nominalizat cu melodia „Manifest” la categoria Best Romanian Act la MTV EMA (Europe Music Awards) ce au fost decernate la Belfast, în Irlanda de Nord, Regatul Unit, pe 6 noiembrie 2011. A mai avut de asemenea 2 nominalizări la Premiile Muzicale Radio România Actualități din 2012. Pe 4 iunie, Spike lansează un nou single: „Lumea mea”, avându-l și de aceasta dată alaturi pe Guess Who. La Romanian Music Awards (RMA) 2012, Guess Who câștigă categoriile Best Hip-Hop (cu Grasu XXL) și Best Album. După ce este promovată la RMA și în turneul Ursus Evolution,, piesa beneficiază din seara zilei de 31 iulie de videoclip, acesta fiind regizat de Spike. Până la lansarea videoclipului pe urban.ro, melodia a acumulat aproximativ 2 milioane de vizualizări pe YouTube.

## Versuri și stil muzical
Albumul este mult mai optimist [față de Locul Potrivit/Probe Audio]... se regăsesc și teme sociale, și caterincă, și multe din stările mele. Am zis tot ce am vrut pe el. Spre deosebire de primul, pe acesta cânt mai mult, experimentând și beaturi, și noi abordări, nefiind îngrădit de niciun standard. E muzică!  
Tânărul s-a înfipt rapid în lumea „greilor” muzicii hip-hop din România, cu versuri memorabile – fie pentru că erau hilare, fie pentru că unele conțineau un puternic mesaj social. După melodii de succes, cu Anonim, precum „Extrema Zilei”, Guess Who se lansează în 2007 ca artist solo și este bine primit de fani.
Guess Who a reușit să spargă barierele stilistice ale genului, venind cu un sound fresh, adresându-se în special publicului deschis și capabil să accepte evoluția soundurilor ce domină în acest moment piața internațională.
„Locul Potrivit”, cu un mesaj care rezonează profund cu problemele actuale ale românilor, l-a transformat într-o vedetă, l-a prezentat unui public mult mai mare decât ascultătorii de hip-hop, și a fost, în primele trei luni ale anului, cel mai difuzat clip autohton la televiziunile de profil. Alături de „Manifest”, piesa a reușit să revoluționeze piața muzicii hip-hop și să permită accesul acestui curent pe radio. Nefiind limitat din punct de vedere creativ și bucurându-se de aprecierea unui număr din ce în ce mai mare de admiratori, Guess Who lansează în paralel piese destinate celor care îi ascultă muzica încă de la debut, dar și materiale adresate publicului larg. Colaborările artistului nu se rezumă doar la artiștii din zona hip-hop, rezultatul finit fiind considerat mult mai important decât prejudecățile ce vizează stilurile muzicale.

## Alte aspecte

### Conflictul cu "Paraziții"
Lansarea videoclipului piesei „We Don't Care, We Don't Give a Fuck” semnată MarkOne1 împreună cu Cheloo a stârnit curiozitatea masivă a fanilor vizavi de mesajul dur al crucilor inscripționate cu numele lui Guess Who, Spike, Mini Moga, Connect-R și Grasu XXL. Cheloo apare cu cinci cruci pe care sunt scrise numele lui Connect-R, Spike, Guess Who, Grasu XXL și al regizorului Iulian Moga. Trecerea lui Guess Who la mainstream i-a iritat pe cei de la Paraziții care au încheiat orice mijloc de colaborare cu acesta. Ba mai mult, Cheloo și Ombladon l-au înjurat și amenințat pe Guess Who.

### Susținerea campaniilor
Guess Who a fost numit în 2010 ambasadorul Puma. Acesta a lansat la începutul lui 2011 câteva produse în ediție limitată, special pentru fani: tricouri și încăltăminte sport disponibile pe un magazin online al său.
În primăvara lui 2011 a compus câteva versuri pentru campania publicitară Dilema Veche („Cap versus Minte”). Spotul de promovare a revistei de cultură vrea să sublinieze că publicația nu este doar pentru elite. „Cap versus minte”, care este un succes pe internet, a plecat de la ideea că reperele tinerilor sunt tot mai superficiale. „Ai o dilemă, și nu esti singurul care crede că banul este singurul ce satisface toate poftele”, sunt primele versuri cântate de artistul Guess Who pe fundalul spotului de promovare al revistei Dilema Veche. Melodia se derulează în timp ce pe ecran se succed imagini cu tineri preocupați de aspect. „Uite-o dilemă ce nu ține de aspect”, completează Guess Who, după care vine și încheierea: „Degeaba ai capul pe umeri, dacă el, de fapt, e gol”.
Campania de lansare a platformei Tech School, programul educațional inițiat de UPC România, beneficiază de promovare pe TV din vara lui 2012, iar spotul îl are ca protagonist pe Guess Who care îi incurajează pe copiii și tinerii pasionați de tehnologie sa-și urmeze visul și să-și înscrie ideile de proiecte pe platformă. Spotul a fost filmat în Biblioteca Centrală Universitară din București, Sala Profesorilor. „Guess Who este imaginea perfectă pentru această campanie, dar și un model pentru copii și tineri. El este dovada că atunci când ai talent și esti pasionat, nimic nu este imposibil. Guess Who este aproape de copii și tineri atât prin versurile melodiilor sale cât și prin implicarea în proiectul Tech School și prin mesajele pe care le postează pe platformă.” declară Ariana Badin, Director Comunicare, Marketing și PR, UPC România.

### Imagine generală
Întrebat de către un fan în aprilie 2010 într-un interviu de la U TV cum se tunde, rapperul a răspuns cu „Am o mașină de tuns veche de 3 ani și în 5 minute mă rezolv, imediat.” Zekko l-a caracterizat astfel: „Mic, chelios, încăpățânat, foarte talentat la negative, îmi este un foarte bun prieten”.

### Viață personală și preferințe

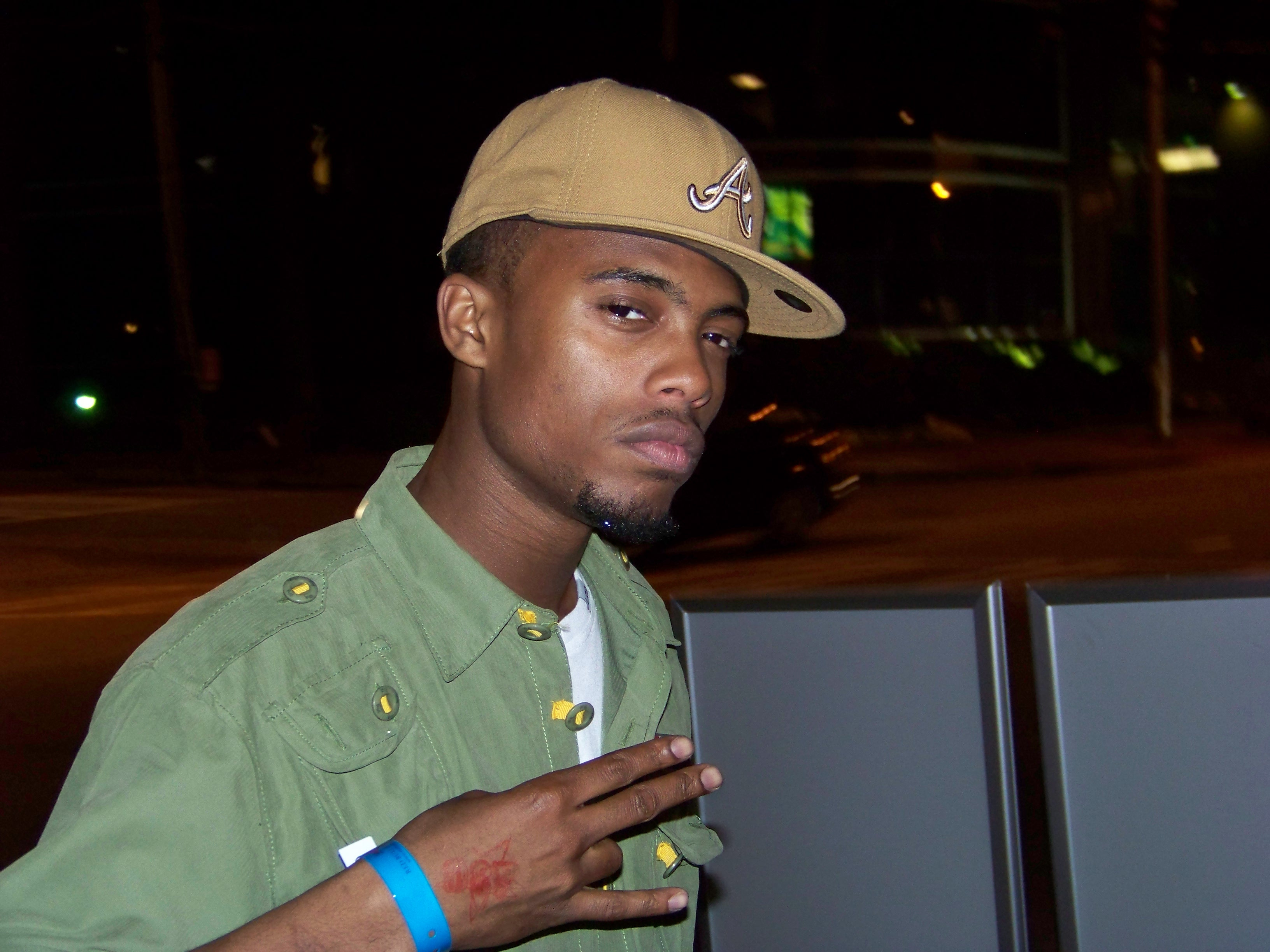
Guess Who a fost foarte impresionat de albumul B.o.B Presents: The Adventures of Bobby Ray al lui B.o.B (sus)

Laurențiu Mocanu nu știe doar să cânte, știe și fotbal și baschet. La sfârșitul lunii august a anului 2011, la PRO FM, Guess Who l-a „enervat” rău pe CRBL, care l-a provocat la slam-dunkuri. Într-un interviu din 2009, întrebat dacă îi place sportul, acesta a răspuns: „Mie mi-a plăcut când eram mic, am jucat și fotbal. Jucăm foarte mult fotbal pe PlayStation… și poker”. Spike, care era alături de el, i-a spus că „Ăla nu e sport. E stat pe canapea și dat din degete”. Laurențiu a jucat fotbal la clubul Steaua București. Cântărețul a mai spus că are un respect uriaș pentru Unirea Urziceni. În același interviu, întrebat dacă are prietenă, el a răspuns cu „da”.
Printre artiștii preferați ai lui Guess Who se numără Smiley și Mihai Mărgineanu. Într-un interviu ținut în noiembrie 2010, cântărețul a declarat:
„B.o.B m-a spart cu albumul lui [B.o.B Presents: The Adventures of Bobby Ray], e spre pop dar mie îmi place muzica și nu mă limitez la un singur stil... Mă sparge „Ghost in the machine” foarte tare, m-a rupt în două aia. Mai îmi place Bruno Mars, tovarășul lui, care are o voce foarte mișto, cântă foarte mișto. E light albumul lui, bun de drum... mai mult pentru indrăgostiți. Pentru fete e cadoul perfect. Tinie Tempah m-a spart, e genial. Ascultați-i pe ăștia! Din România îmi place foarte mult albumul lui Doc, și concertul de lansare a fost foarte mișto. Ca recomandare: albumul Oameni al lui Grasu, cumpărați-l, ascultați-l. Îmi place piesa de la Taxi - „Cele două cuvinte”. Mi-a propus Teo Trandafir să apar în videoclipul ăla, dar a doua zi nu a mai răspuns Dan Teodorescu la telefon. Și mai îmi place albumul lui Horia Brenciu - 37.”
Printre antipatiile sale se numără stilul house-dance. Rapperul a spus: „Nu știu cum voi evolua în viitor. Eu nu cânt doar rap, dar nu știu ce va fi în viitor, poate voi cânta rock, habar nu am. Va depinde foarte mult de feeling. Dar niciodată nu voi cânta house.”

## Discografie

### Albume de studio
- Hai să vorbim (2005) ca membru al trupei Anonim
- Locul Potrivit / Probe Audio (2009)
- Tot mai sus (2011)
- Un Anonim Celebru (2017)
- In Labirint (cu Grasu XXL) (2018)

### Single-uri
- Sindromul Tourette (feat. Cheloo) (2003)
- Fericit (feat. Cheloo) (2006)
- Noapte bună București (feat. Ombladon) (2007)
- Tu (feat Spike) (2009)
- Gen (2009)
- Locul Potrivit (2009)
- Unu altu (2010)
- Manifest (2010)
- Oriunde te duci (2011)
- Știu deja (2011)
- Lala Song (feat. Grasu XXL) (2011)
- Tot mai sus (feat. Marius Moga) (2011)
- Decât să minți (Feat. Mitză) (2012)
- Lumea mea (feat. Spike) (2012)
- Onoare (2012)
- Cucubau (2013)
- Dă o tare (feat. Cabron & Smiley) (2013)
- Modalitate (feat. Nane) (2013)
- Așa e jocul (2014)
- Au mă frige! Remix (feat. Maximilian & Grasu XXL) (2014)
- Dl. Destin (feat. Grasu XXL & Florin Chilian) (2015)
- "O nouă piesă" (2016)
- Karma (2016)
- Prea curând (feat. Tudor Chirilă) (2016)
- Stele (2017)
- Un anonim celebru (2017)
- Cupidon (feat. Irina Rimes) (2017)
- Ce ma fac cu tine azi? (feat. Smiley) (2017)
- Timp (2018)
- Intruna intruna (feat. Junky Zice & Grasu XXL) (2018)
- Cântă (feat. Feli) (2018)
- Doamne ajută (feat. Grasu XXL) (2018)
- Soareci în labirint (feat. Grasu XXL) (2018)
- Sus (feat. Grasu XXL) (2019)
- De acasă (2020)
- Pietre prețioase (feat. Andia) (2022)
- N-am de Dat (feat. Nosfe, Aura & Prny) (2022)
- Ne Mai Vedem (feat. ZHAO) (2022)
- Inspre bine (feat. Vlad Flueraru) (2022)
- Personal (2022)
- Ghici Ce? (2023)
- NIMIC NOU (2024)

## Premii și nominalizări
| Anul | Ceremonia                                   | Categoria                    | Lucrarea nominalizată    | Rezultatul                    | Note | Referințe     |
| ---- | ------------------------------------------- | ---------------------------- | ------------------------ | ----------------------------- | --- | ------------- |
| 2010 | Romanian Music Awards                       | Best Hip-Hop                 | „Locul Potrivit”         | Câștigător (alături de Spike) | Au mai fost nominalizați băieții de la B.U.G. Mafia, Grasu XXL cu Alex Velea și Puya cu George Hora și Kamelia. | [ 69 ] [ 70 ] |
| 2010 | Romanian Music Awards                       | Best Web                     | guess-who.ro             | Nominalizat                   | Au mai fost nominalizate site-urile smileyonline.ro Arhivat în 10 februarie 2014, la Wayback Machine., alexvelea.com și andreeabanica.com Arhivat în 1 aprilie 2019, la Wayback Machine., iar câștigătorul a fost inna.ro Arhivat în 6 octombrie 2021, la Wayback Machine. | [ 69 ] [ 70 ] |
| 2011 | Romanian Music Awards                       | Best Hip Hop                 | „Manifest”               | Câștigător                    | Au mai fost nominalizați Grasu XXL, Puya, Spike și MarkOne1 cu Cheloo. | [ 71 ] [ 72 ] |
| 2011 | Romanian Music Awards                       | Best Male                    | „Manifest”               | Nominalizat                   | Smiley a fost câștigătorul, iar nominalizați au fost Alex Velea, Connect-R și CRBL. | [ 71 ] [ 72 ] |
| 2011 | MTV EMA (Europe Music Awards)               | Best Romanian Act            | „Manifest”               | Nominalizat                   | Au mai fost nominalizați Fly Project, Puya cu Connect-R și Smiley cu Pacha Man, iar Alexandra Stan a câștigat secțiunea, ea ducându-se mai departe la categoria Best European Act, deși a rămas doar nominalizată (câștigătoarea a fost germanca Lena Meyer-Landrut).      | [ 45 ] [ 73 ] |
| 2012 | Premiile Muzicale Radio România Actualități | Cel mai bun cântec pop-dance | „Tot Mai Sus”            | Nominalizat                   | Categoria a câștigat-o Alexandra Stan, iar nominalizați au mai fost Andra, Dj Project, Simplu și Crush cu Alexandra Ungureanu. | [ 46 ] [ 47 ] |
| 2012 | Premiile Muzicale Radio România Actualități | Artistul anului              | ————                     | Nominalizat                   | Categoria a câștigat-o Direcția 5, iar nominalizați au mai fost Alexandra Stan și Pepe. | [ 46 ] [ 47 ] |
| 2012 | Romanian Music Awards                       | Best Hip-Hop                 | „LaLa Song” cu Grasu XXL | Câștigător                    | Au mai fost nominalizați Bitză cu Ombladon și FreakaDaDisk, Deliric 1 cu Doc, Maximilian cu MefX și Puya. | [ 49 ] [ 50 ] |
| 2012 | Romanian Music Awards                       | Best Album                   | Tot Mai Sus              | Câștigător                    | Au mai fost nominalizați cei de la Direcția 5, LaLa Band, Alexandra Stan și Inna. | [ 49 ] [ 50 ] |